# Маннаарт, Андре
Андре Маннаарт (нидерл. Andre Mannaart, 2 ноября 1960, Кромани, Нидерланды) — голландский кикбоксер и тренер. Владелец амстердамского зала «Меджиро Джим». Многократный чемпион мира по кикбоксингу и муай-тай.

## Биография

### Карьера бойца
Андре становился чемпионом мира по разным видам ударных боевых искусств — карате, кикбоксингу и тайскому боксу. Маннаарт побеждал по версиям WKA, WPKL, ISKA и WAKO. Его рекорд — 48 побед (15 нокаутом), 19 поражений и 2 ничьих. Андре выступал и в смешанных единоборствах, но в них его заслуги не столь впечатляющие (3 поражения и 1 ничья). Последний выход на ринг он сделал в пятьдесят лет. Соперником Манаарта был Ян Ломульдер. В пятираундовом поединке Андре уступил оппоненту. В течение своей карьеры он противостоял таким звездам как Эрнесто Хост, Рэй Сефо, Бранко Цикатич, Морис Смит.

### Тренерская деятельность
После ухода Яна Пласа Андре стал владельцем «Меджиро Джим». Зал считается одним из трех главных клубов в истории голландского кикбоксинга и муай-тай наряду с «Вос Джим» и «Чикурики». В разное время Маннаарт тренировал таких звезд как Энди Сауэр, Питер Аэртс, Роб Каман, Реми Боньяски. С одним из своих самых прославленных учеников — Питером Аэрстом — у Андре произошел курьезный случай. Вначале они встретились на ринге во втором профессиональном бою «Голландского дровосека». Аэртс проиграл и после этого пришел тренироваться к Маннаарту.
Андре преподает ударную технику своему сыну Роэлю — чемпиону мира по К-1. Маннаарт также готовил российского кикбоксера Бату Хасикова.

### Меджиро Джим
Филиалы клуба расположены в разных странах мира — в Новой Зеландии, США, Польше, России, а также несколько отделений в Нидерландах.
Кроме самого Андре в основном Амстердамском зале преподают его дети — Роэль и Шарон.
Клуб был открыт Яном Пласом в 1978 году. Основатель зала занимался киокусинкай у Йона Блюминга. Однажды Плас поехал на стажировку в Японию, где познакомился с кикбоксингом в зале, расположенном в районе Меджиро. Ян прошел там подготовку. Японцы оценили усердие Пласа и дали возможность открыть зал по франшизе в Нидерландах. В клубе выросло много прославленных бойцов муай-тай и кикбоксинга. Ян был связан с амстердамским криминалом, и его судьба сложилась трагически — он отсидел в тюрьме и покончил жизнь самоубийством. Его дело в мире боевых искусств продолжил Маннаарт.